# Auditor (kirchlicher Titel)
Auditor (italienisch uditore) ist ein kirchliches Amt. Das römisch-katholische Kirchenrecht kennt verschiedene Ämter, die als Auditor bezeichnet werden.

## Untersuchungsrichter
Der Auditor als Vernehmungs- oder Untersuchungsrichter hat die Aufgabe, im Rahmen eines kirchenrechtlichen Prozesses Beweise zu erheben. Er wird vom Präsidenten eines kirchlichen Gerichts ernannt. Dieses Amt steht Klerikern und Laien offen und wird in CIC can. 1428 und 1590 § 2 geregelt. Voraussetzung sind eine Befähigung zum Richteramt oder eine bischöfliche Ermächtigung, ferner „gute Lebensführung, Klugheit und Fachkenntnisse“.

## Auditor der Römischen Rota
An der Rota Romana, dem Appellationsgerichtshof der römisch-katholischen Kirche, ist Auditor der Titel der Recht erkennenden Richter, die das Kollegium des Gerichts bilden. Sie müssen die Priesterweihe erhalten haben, Doktor beider Rechte sein und werden vom Papst ernannt. Dem Kollegium der Auditoren (Prelati Uditori) steht ein Dekan als Primus inter pares vor.

## Weitere Ämter
- Als Auditor wird auch ein Mitglied der Apostolischen Kammer, der Uditore generale della Camera apostolica, bezeichnet.
- An den Apostolischen Nuntiaturen sind der Auditor 1./2. Klasse Rangstufen im diplomatischen Dienst Siehe auch: Uditore (Titel)